# Butè
El butè o buté, també conegut com a butilè o butilé, és un alquè amb la fórmula C₄H₈. És un gas incolor que es presenta en el petroli cru com a constituent menor en quantitats que són massa petites per la seva extracció viable. Tanamteix s'obté del cracking catalític fluid com a hidrocarburs de cadena llarga en le procés de refinació del petroli cru.
El butè es pot usar com a monòmer per a produir polibutè però aquest polímer resulta més car que les seves alternatives amb cadenes més curtes de carboni com el polipropilè. Aleshores el polibutè es fa servir normalment com a copolímer (barrejats amb altres polímers, ja sia durant o després de la reacció), com en adhesius.

## Isòmers
Els noms IUPAC i comuns (en anglès) són:
| Nom 'IUPAC'  | common name  | estructura   | Fórmula esquelètica                  | Model 3D     |
| but-1-ene    | α-butylene   | but-1-è      | Fórmula esquelètica                  | but-1-è      |
| cis-2-butè   | Z-β-butylene | cis-2-butè   | Fórmula esquelètica del cis-2-butè   | cis-2-butè   |
| trans-2-butè | E-β-butilè   | trans-2-butè | Fórmula esquelètica del trans-2-butè | trans-2-butè |
| 2-metilpropè | isobutylene  | 2-metilpropè | Fórmula esquelètica del 2-metilpropè | 2-metilpropè |

Els quatre isòmers són gasos a temperatura i pressió ambient, però es poden fer líquids de manera similar a com es fa en el butà.
Es fan servir en la producció de gomes sintètiques.